# Belghari
Belghari (en népalais : बेलघारी) est un comité de développement villageois du Népal situé dans le district de Sindhuli. Au recensement de 2011, il comptait 3 846 habitants.